# 카지르강

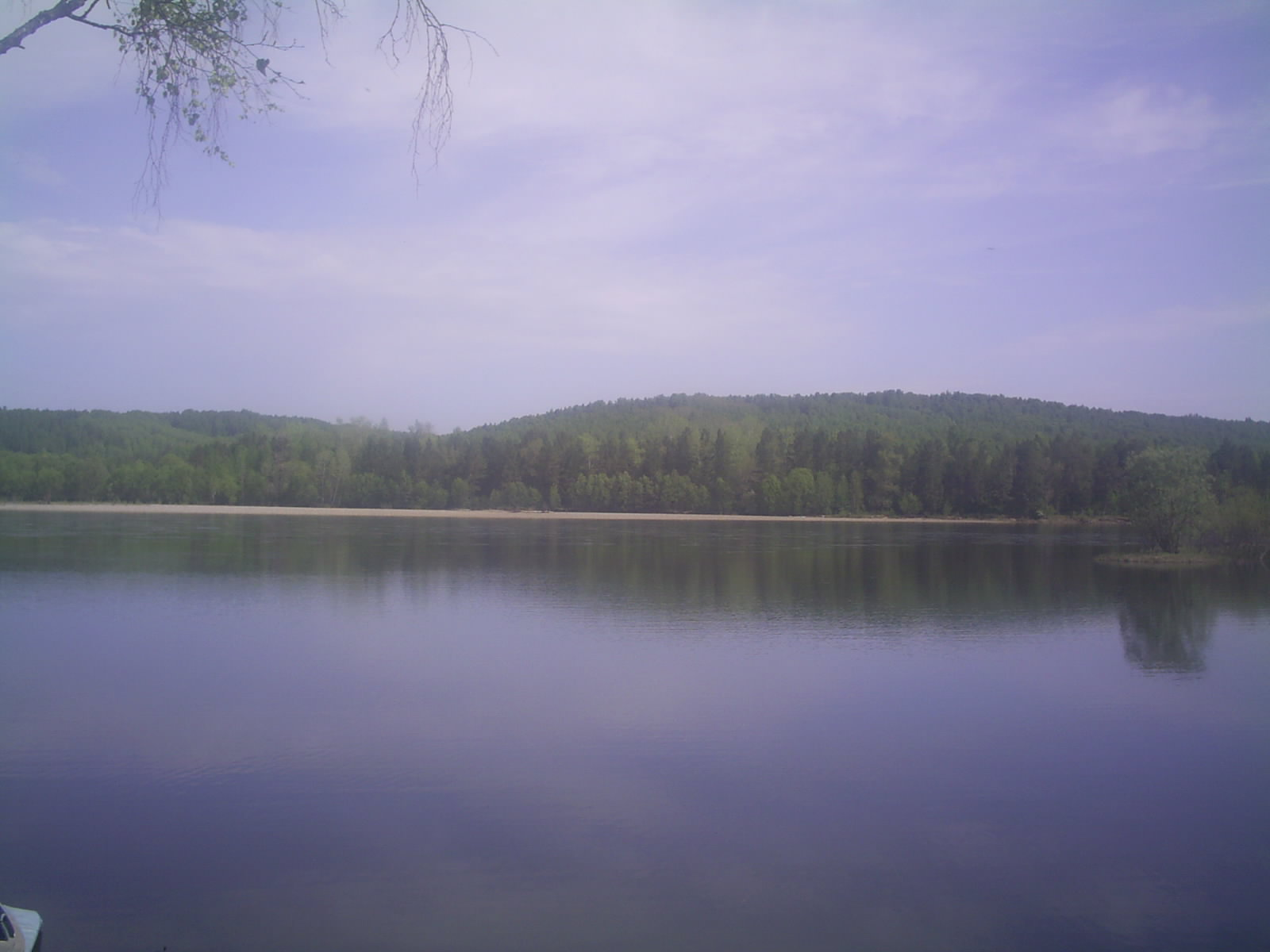

카지르강(러시아어: Казыр)은 시베리아를 흐르는 강이다. 남사얀 산맥에서 발원을 하고 투바 강으로 흘러 들어간다.